# 昆博
昆博（Kumbo）是非洲中西部國家喀麥隆的城市，由西北省負責管轄，位於該國西北部，距離首府巴門達約110公里，海拔高度1,760米，該市以賽馬聞名，2005年人口80,212。

## 外部連結
- Kumbo Council （页面存档备份，存于）
- Online Gateway Musa Heritage Gallery
- Musa Heritage Gallery
- Milano Kumbo Sports